# 클라우디오 산타마리아
클라우디오 산타마리아(Claudio Santamaria, 1974년 7월 22일 ~ )는 이탈리아의 배우이다.

## 출연 작품
- 더 베스트 이어즈 (2020)
- 볼라레 (2019)
- 포기브 어스 아워 뎁트 (2018)
- 어글리 네스티 피플 (2017)
- 무지렁이들의 전쟁 (2017)
- 더 밀리어네어 (2016)
- 데이 콜 미 지그 로봇 (2015)
- 초원은 돌아올 것이다 (2014)
- 더 메디신 셀러 (2013)
- 폴린느 디텍티브 (2012)
- 디아즈: 이 피를 지우지 말라 (2012)
- 148 스테파노 : 모스트리 델 이너지아 (2011)
- 글리 스피오라티 (2011)
- 퍼스트 온 더 리스트 (2011)
- 테라페르마 (2011)
- 키스 미 어게인 (2010)
- 잃어버린 황금을 찾아서 (2010)
- 라이프 센텐스 (2008)
- 버드와처스 (2008)
- 007 카지노 로얄  (2006)
- 멜리사 P. (2005)
- 범죄 소설 (2005)
- 아가타와 폭풍 (2004)
- 카드 플레이어 (2004)
- 일 포스티노 델 아니마 (2003)
- 파즈! (2002)
- 라스트 키스 (2001)
- 아들의 방 (2001)
- 티에라 델 푸에고 (2000)
- 맨 헌터 (2000)
- 하나의 선택 (1998)